# Fanklub

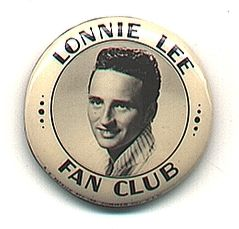
Klubowy znaczek fanklubu

Fanklub – grupa  założona przez ludzi (fanów) interesujących się jakąś sławną osobą, grupą osób, rzeczą lub konkretną dziedziną wiedzy.
Członkowie fanklubów zazwyczaj regularnie spotykają się lub korespondują w sprawach związanych z tematem klubu, wymieniają się informacjami oraz opiniami. Najczęściej zainteresowania fanklubów skupiają się wokół muzyków i zespołów muzycznych.
Niektóre fankluby wydają nieregularnie pisma, określane jako fanziny.